# 石門站 (香港)
石門站（英語：Shek Mun Station）是一個位於香港新界沙田區石門東南部安明街旁，屬於港鐵屯馬綫的鐵路車站，車站於2004年12月21日啟用。

## 車站構造

### 樓層
| P                 | 月台 | \| \| 1 \| 屯馬綫往屯門（第一城） \| \| \| \| 島式 · 開左邊车门 \| \| \| \| \| \| \| \| 屯馬綫往烏溪沙（大水坑） \| 2 \| \| |   |  |
| C                 | 大堂 | 出入口、客務中心、商店、自助服務、洗手間                                                                                    |   |  |
|                   | 1    | 屯馬綫往屯門（第一城） |   |  |
| 島式 · 開左邊车门 |      | |   |  |
|                   |      | 屯馬綫往烏溪沙（大水坑） | 2 |  |

### 大堂
石門站大堂位於地面的C層，而大堂內亦設有商店及自動服務設施等。

大堂全景圖（2016年2月）

- 大堂，付費區（2021年7月）
- 大堂設有自助服務站（2021年7月）

### 月台
石門站設有一座島式月台，位於車站大堂之上，所有月台均已裝設月台閘門。另外車站南面設有石門側線，供特別的車務調動之用。
- 車站月台（2021年7月）

### 出入口
|                                      |              | |      |
| 編號                                 | 指示         | 建議前往的目的地 | 圖片 |
| 出口 · A                             | 永得利中心   | 永得利中心、永得利大廈、鄉議局大樓、賽馬會傑志中心、京瑞廣場一期、愉德苑 |      |
| 出口 · B · 盲道标志 · 无障碍通道标志 | 碩門邨       | 碩門邨、帝逸酒店、沙田第一城、碩門商場、小瀝源河、小瀝源路遊樂場 |      |
| 出口 · C · 盲道标志 · 无障碍通道标志 | 達利廣場     | 達利廣場、中華電力有限公司 - 沙田中心、中電學院、企業中心、香港沙田萬怡酒店、滙達大廈、翠湖花園、偉達中心、綠在沙田社區環保中心、路德會梁鉅鏐小學、路德會沙田夜校、利豐中心、新都廣場、滙貿中心、新貿中心、安景街公園、碧濤花園、沙田醫院、濱景花園、華順廣場、京瑞廣場二期、W LUXE |      |
| 出口 · D · 无障碍通道标志            | 浸大國際學院 | 浸大國際學院、香港建造學院沙田訓練場、基督教國際學校、安明街、王錦輝小學／中學 |      |
| 註： 設有 \| 設有                    |              | |      |

## 歷史

### 車站啟用
石門站在2004年12月21日隨馬鞍山鐵路啟用而投入服務。

### 月台擴建工程以及加裝月台閘門
在石門站啟用初期，車站月台長度只有約4至5卡，而九鐵亦在興建石門站的同時在車站南端位置設置預留空間，預留空間會於沙中綫興建時擴建，可額外增至8卡列車長度，而現時擴建工程已經完成；另外車站亦於2016-2017年加設月台閘門。

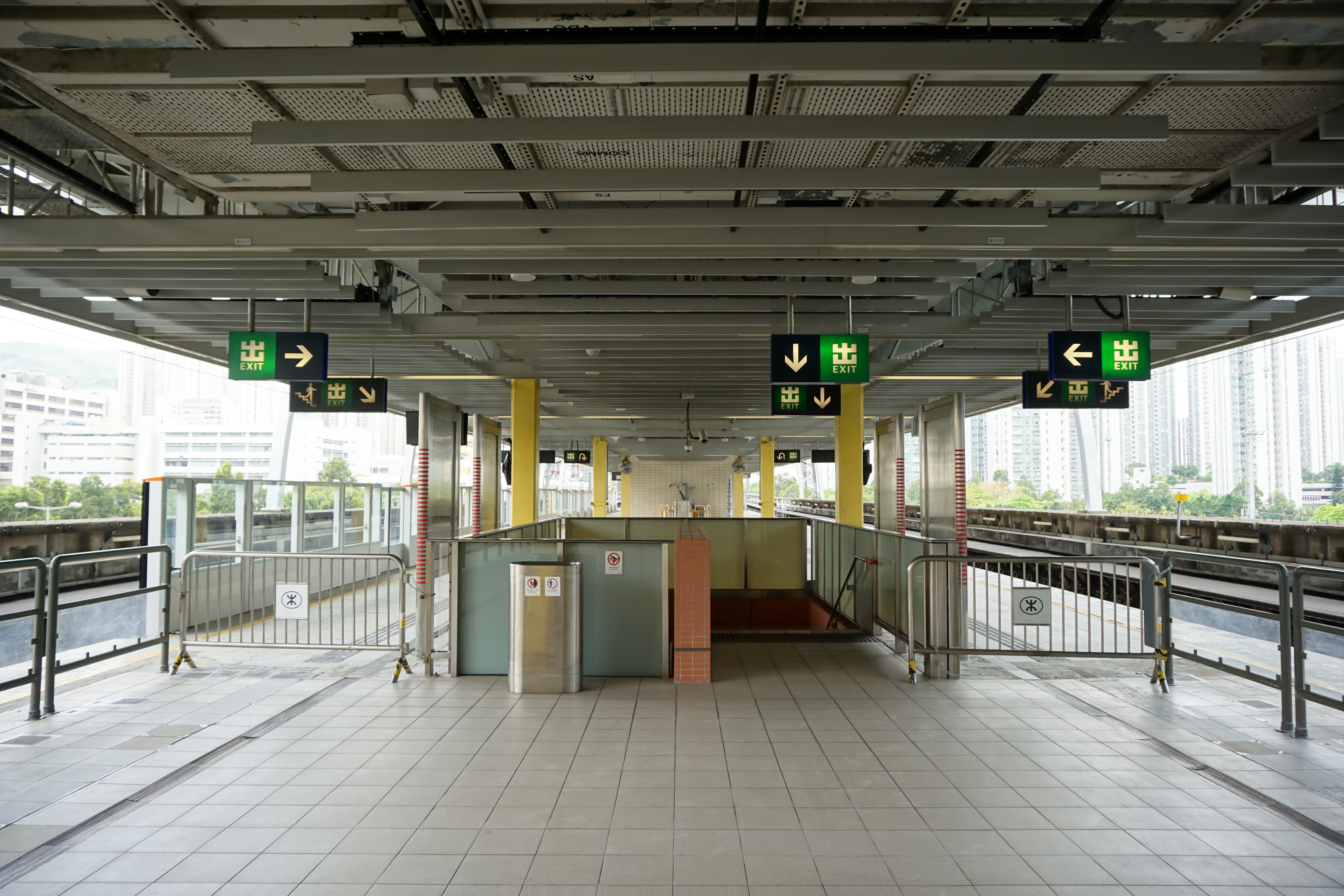
月台擴建部分及閘門工程（2016年5月）

### 事件
- 2024年1月30日下午約4時33分，警方接獲報案指有一男一女長者在石門站一個傷殘人士洗手間內懷疑以膠袋覆蓋頭部企圖自殺。救援人員趕至時發現男事主陷入昏迷；而女事主仍尚清醒，兩人被送往威爾斯親王醫院搶救，惟男事主延至當日下午5時許證實不治[3]。

## 外部連結
- 港鐵公司－石門站街道圖 （页面存档备份，存于）
- 港鐵公司－石門站位置圖 （页面存档备份，存于）
- 港鐵公司－石門站列車服務時間 （页面存档备份，存于）
- 香港鐵路大典上的相关条目：石門站